# David Bakan
Pour les articles homonymes, voir Bakan (homonymie).
David Bakan est un psychologue américain, né 23 avril 1921 à New York, mort le 18 octobre 2004 à Toronto.

## Biographie
David Bakan étudie la psychologie à l'Université de l'Indiana. Il obtient son doctorat en 1948 à l'Ohio State University. Il occupe plusieurs postes universitaires à partir de 1961, enseignant dans les universités de Chicago, d’Ohio, de Harvard et de Toronto. 
David Bakan est l'un des premiers psychologues à promouvoir l'utilisation des statistiques bayésiennes comme une alternative aux approches statistiques conventionnelles. Il est l'un des fondateurs de la division 26 de l'American Psychological Association, division dont il a été le président en 1970-71.
Bakan prend sa retraite de l'enseignement en 1991. Il est mort en 2004.

## Œuvre
Bakan écrit sur un large éventail de sujets, notamment sur la psychanalyse, la religion, la philosophie et la méthodologie de la recherche en psychologie, ainsi que sur la maltraitance des enfants. 
Il est surtout connu pour son ouvrage sur Sigmund Freud et la tradition mystique juive, paru en 1958, où il tente de retracer les racines des concepts et des méthodes psychanalytiques précoces dans les interprétations de la Kabbale, du Zohar et du talmudisme. Il y affirme notamment que « Freud, consciemment ou inconsciemment, a laïcisé le mysticisme juif » et que « la psychanalyse peut être valablement considérée comme cette laïcisation.» 
Dualité de l'existence humaine : un essai sur la psychologie et la religion, un ouvrage que Bakan publie en 1966, a apporté d'importantes contributions à l'histoire de la psychologie, notamment en ce qui concerne le problème de l'introspection, la méthodologie de recherche en psychologie et la psychologie de la religion. 

### Sur Freud

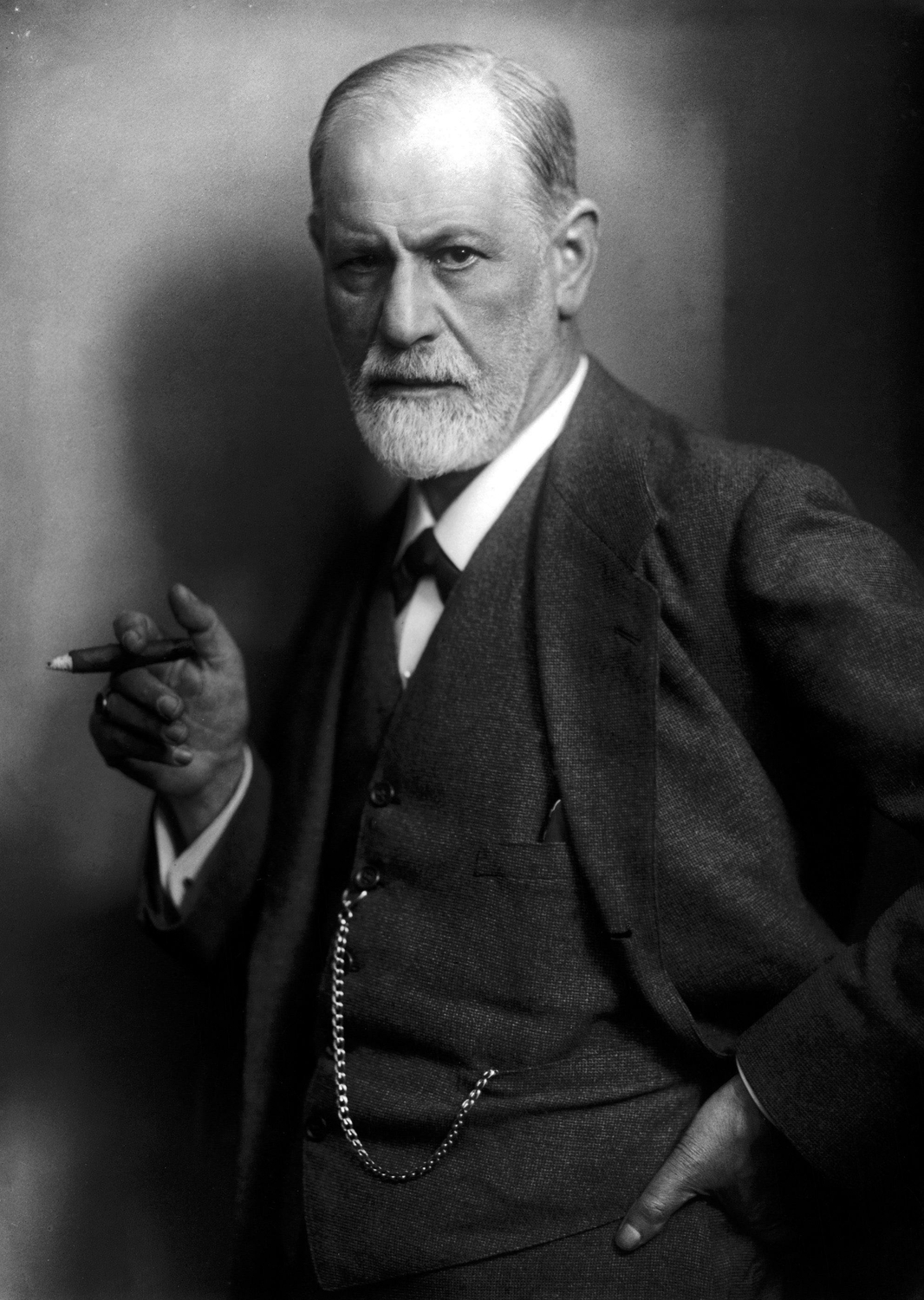
Sigmund Freud (1922)

Bakan met l’accent sur l’atmosphère hassidique dans laquelle se comprend la famille de Freud et sur ses rapports avec Wilhelm Fliess, un chirurgien berlinois passionné par la Kabbale, avec qui Freud élabora la théorie de la bisexualité.
Bakan met également en jeu les relations de Freud avec le traducteur allemand d'Adolphe Franck (le premier historien moderne de la Kabbale), le rabbin Jellinek (1821-1898), qui officiait à Vienne et qui célébra le mariage de Freud, pour expliquer comment Freud aborda la Kabbale.
Bakan expose des similitudes abondantes entre les textes freudiens sur le rêve, l’association libre, la bisexualité, et les textes du même sujet tirés de la Kabbale, notamment du Zohar. Cette thèse sur Freud est corroborée par Albert Memmi, par Francis Pasche, par Éliane Amado Levy-Valensi, etc. Une thèse également admise par Charles Mopsik. 
La concepts de la Kabbale, en ce qui concerne la sexualité, ont eu en effet« une répercussion importante dans la psychanalyse moderne à travers la conception freudienne de la libido », remarque Moshé Idel en référence à la thèse de Bakan.

### en anglais
- Sigmund Freud and the Jewish Mystical Tradition, Van Nodtrand Inc., Princeton, 1958, réédité par Dover Press, New York.
- The Duality of Human Existence : Isolation & Communion in Western Man, Beacon Press, 1966.
- Disease, Pain and Sacrifice : Toward a Psychology of Suffering, Beacon Press, 1971.
- Slaughter of the Innocents, Jossey-Bass, 1971.
- And They Took Themselves Wives, Harper Collins Publishers, 1979.
- Maimonides on Prophecy, Jason Aronson Inc., 1991.
- Maimonides' Cure of Souls: Medieval Precursor of Psychoanalysis, en collaboration avec Dan Merkur et David S. Weiss, State University of New York Press, 2010.

### en français
- Freud et la tradition mystique juive, traduction P. Osuky et E. Risler, Payot, 1963.